# Кси² Большого Пса
Кси² Большого Пса (лат. ξ² Canis Majoris), 5 Большого Пса (лат. 5 Canis Majoris), HD 46933 — одиночная звезда в созвездии Большого Пса на расстоянии приблизительно 390 световых лет (около 120 парсеков) от Солнца. Видимая звёздная величина звезды — +4,54m. Возраст звезды оценивается как около 339 млн лет.

## Характеристики
Кси² Большого Пса — белая звезда спектрального класса A0III или A0V. Радиус — около 2,7 солнечных, светимость — около 224 солнечных. Эффективная температура — около 8799 К.